# Cryptotis obscura
Cryptotis obscura és una espècie de mamífer de la família de les musaranyes (Soricidae). És endèmica de Mèxic. El seu nom específic, obscura, significa ‘fosca’ en llatí.